# Habrodesmus rhodesianus
Habrodesmus rhodesianus är en mångfotingart som beskrevs av Carl Graf Attems 1928. Habrodesmus rhodesianus ingår i släktet Habrodesmus och familjen orangeridubbelfotingar. Inga underarter finns listade i Catalogue of Life.